# Академічне веслування на літніх Паралімпійських іграх 2020
Веслування на літніх Паралімпійських іграх 2020 року в Токіо, Японія, проходило у гребному каналі Sea Forest, там також відбувались заходи з параканое. 
Літні Олімпійські та Паралімпійські ігри 2020 року були перенесені на 2021 рік через пандемію COVID-19. 

## Медальний залік
| Місце                | Країна               | Золото | Срібло | Бронза | Загалом |
| -------------------- | -------------------- | ------ | ------ | ------ | ------- |
| 1                    | Велика Британія      | 2      | 0      | 0      | 2       |
| 2                    | Норвегія             | 1      | 0      | 0      | 1       |
| 2                    | Україна              | 1      | 0      | 0      | 1       |
| 4                    | Ізраїль              | 0      | 1      | 0      | 1       |
| 4                    | Австралія            | 0      | 1      | 0      | 1       |
| 4                    | Нідерланди           | 0      | 1      | 0      | 1       |
| 4                    | США                  | 0      | 1      | 0      | 1       |
| 8                    | Франція              | 0      | 0      | 2      | 2       |
| 9                    | Бразилія             | 0      | 0      | 1      | 1       |
| 9                    | Китай                | 0      | 0      | 1      | 1       |
| Загалом (10 збірних) | Загалом (10 збірних) | 4      | 4      | 4      | 12      |